# Сонний Захід
Сонний Захід (англ. Sleepers West) — американська кримінальна драма режисера Юджина Форде 1941 року.

## Сюжет
Майк Шейн намагається відрізнити злочинців від пасажирів, оскільки він супроводжує свідка залізницею в суд Сан-Франциско.

## У ролях
- Ллойд Нолан — Майк Шейн
- Лінн Барі — Кей Бентлі
- Мері Бет Г'юз — Гелен Карлсон
- Луїс Жан Гейдт — Еверетт Джейсон
- Едвард Брофі — Джордж Траутвайн
- Дон Костільо — Карл Іззард
- Бен Картер — Леандер Джонс
- Дональд Дуглас — Том Лінскотт
- Оскар О'Ши — інженер Макгоуен
- Гаррі Гейден — кондуктор Лайонс
- Гемілтон МакФадден — кондуктор Мейерс